# 나는 섹스중독자
《나는 섹스중독자》(I Am a Sex Addict)는 미국 독립 영화 감독이자 극작가 카베 자헤디의 2005년 자서전체의 코미디 영화이다. 준다큐멘터리 스타일로 표현되는 이 영화는 자헤디 감독만의 성 탐닉과 자신의 삶, 관계, 영화 제작에 미친 영향을 연대순으로 나열하고 있다.
이 영화는 로테르담 국제 영화제에서 초연되었으며 이후 IFC 필름즈에 의해 배급이 선정되었다. 2007년에 더 무비 채널과 쇼타임에 방영되었으며 미국의 선댄스 채널에도 방영되었다.

## 출연
- 카베 자헤디: 카베 역
- 레베카 로드: 캐롤라인 역
- 에밀리 모스: 크리스타 역
- 아만다 헨더슨: 데빈 역
- 린지 트지안: 안나 역
- 그렉 왓킨스: 그렉 역
- 미셸 스위니: 파올라 역